# Helmut Morche
Helmut Morche (* 25. Februar 1930 in Pratau, heute Ortsteil der Lutherstadt Wittenberg) ist ein ehemaliger deutscher FDJ- und SED-Funktionär. Er war Kandidat des ZK der SED und Ende 1989 kurzzeitig Zweiter Sekretär der SED-Bezirksleitung Halle.

## Leben
Morche, Sohn eines Gleisbauarbeiters und einer Hausfrau, besuchte von April 1936 bis März 1944 die Grundschule in Pratau. Von April 1944 bis März 1947 besuchte er die Berufsschule und absolvierte eine Lehre zum Lokomotivschlosser. Von April 1947 bis Oktober 1950 war als Schlosser im Stickstoffwerk Piesteritz beschäftigt. 
Morche wurde Mitglied der Freien Deutschen Jugend (FDJ) und wirkte von Oktober 1950 bis Juni 1951 als FDJ-Sekretär im VEB Stickstoffwerk Piesteritz. Von Juli bis Dezember 1951 war er Instrukteur, dann von Dezember 1951 bis Dezember 1952 Leiter der Abteilung Arbeiterjugend der FDJ-Kreisleitung Halle (Saale). 1952/53 wirkte er als Erster Sekretär der FDJ-Stadtbezirksleitung Halle 2. Im November 1953 trat Morche der Sozialistischen Einheitspartei Deutschlands (SED) bei. Von 1953 bis 1955 war er Zweiter Sekretär der FDJ-Stadtleitung Halle. 1955/56 besuchte er einen Lehrgang an der SED-Bezirksparteischule Halle. Von 1956 bis 1961 war er Erster Sekretär der FDJ-Stadtleitung Halle. 
Von 1961 bis 1963 leitete Morche die Abteilung Organisation/Kader der SED-Stadtleitung Halle und fungierte von 1963 bis 1966 als Zweiter Sekretär der SED-Stadtleitung Halle. Zwischen 1962 und 1966 absolvierte er ein Abendstudium an der Ingenieurschule Leipzig in der Fachrichtung Technologie des Maschinenbaus, das er als Technologe abschloss. Anschließend studierte er von 1966 bis 1969 an der Parteihochschule „Karl Marx“. Sein Studium schloss er als Diplom-Gesellschaftswissenschaftler ab. Von 1969 bis 1980 war er Erster Sekretär der SED-Kreisleitung Bitterfeld. 
Am 12. Juni 1980 wurde Morche – als Nachfolger von Günter Sattler – Sekretär für Landwirtschaft der SED-Bezirksleitung Halle (bis November 1989). Morche war zudem bis Ende Dezember 1989 Abgeordneter des Bezirkstages Halle. Am 11. November 1989 wurde er zum Zweiten Sekretär der SED-Bezirksleitung Halle gewählt. Diese Funktion übte er bis zum 31. Dezember 1989 aus. Morche ging im März 1990 in den Vorruhestand und ist seit 1995 Rentner. 1995 trat er aus der PDS aus.

## Auszeichnungen
- Vaterländischer Verdienstorden in Bronze (1973)